# A Bird Story
A Bird Story est un jeu vidéo indépendant développé et édité par Freebird Games. Il est sorti sur Windows, MacOS et Linux le 7 novembre 2014.

## Trame
Le jeu se passe dans le même monde que To the Moon, du même développeur. Il raconte l'histoire d'un enfant, que l'on présente comme très seul, à la fois à l'école et chez lui. Il trouve un oiseau blessé sur le chemin de l'école et décide de le ramener chez lui pour le soigner.

## Système de jeu
Comme To the Moon, il s'agit d'un jeu vidéo essentiellement narratif. Il a pour particularité de ne comporter aucun texte : l'histoire est uniquement racontée à travers les actions du personnage.
Son aventure n'est pas narrée de manière réaliste : les divers événements sont présentés à travers le prisme de la mémoire sélective de l'enfant. Parfois, des ellipses temporelles sont figurées par des ellipses spatiales ; par exemple, le couloir de l'école peut se voir remplacer par la route et les itinéraires reliant les divers lieux peuvent changer.
Plusieurs mécanismes sont utilisés par le jeu afin de guider le joueur : le chemin peut être indiqué par des flèches ou par un fantôme du personnage joué, et des actions contextuelles sont suggérées par des animations représentant les touches du clavier que le joueur doit presser.

## Bande originale
Les musiques sont composées par le concepteur du jeu Kan Gao.
Elles sont disponibles à l'écoute et à la vente sur le site Bandcamp depuis le 12 novembre 2014.

## Accueil
A Bird Story a reçu un accueil mitigé et variable de la part de la presse spécialisée, allant des bonnes notes d'IGN et de GameSpot aux très mauvaises critiques données par PC Gamer et Rock, Paper, Shotgun. Le site agrégateur de critiques Metacritic lui donne un score de 66 % d'après 18 critiques.
Au niveau de la presse française, le site Jeuxvideo.com lui a attribué 15/20, louant l'histoire racontée et la bande-son, tout en précisant que la jouabilité n'est là que pour servir la narration, et trouvant le jeu trop court.

### Ventes
Selon Steam Spy, le jeu aurait été vendu à 115 000 exemplaires (avec une marge d'erreur de 10 000) sur Steam à la date du 9 décembre 2015.